# آنا باولا ألفيس
آنا باولا ألفيس (17 نوفمبر 1970 - ) هي لاعبة كرة طائرة برازيلية.